# مناورات فارونا
مناورات فارونا أو (بالإنجليزية: Varuna Maneuvers)‏ هي مناورات عسكرية بحرية مشتركة تقام بين كل من الهند وفرنسا. 